# Межевая канцелярия
Межевая канцелярия — название государственных учреждений Российской империи, руководивших организацией межевых работ и картографированием.

## История
Была образована в Санкт-Петербурге по решению Сената в июне 1754 года как Главная межевая канцелярия для проведения т. н. Елизаветинского межевания, которое осуществлялось в течение 1754—1763 гг. в Московской, Казанской и Астраханской губерниях. В 1762 году была переведена в Москву и в 1763 году закрыта.
Вновь была открыта в начале 1766 года как Московская губернская межевая канцелярия в соответствии с докладом Межевой экспедиции 1-го департамента Сената, утверждённым Екатериной II 31 декабря 1765 года. С 1777 года, когда межевание вышло за границы Московской губернии, стала вновь называться: Межевая канцелярия. Находилась в Москве (во время Отечественной войны 1812 года была переведена в Нижний Новгород и располагалась там до 1814 года). Подчинялась Межевой экспедиции 1-го департамента Сената (с 1794 года — Межевой департамент), с 1870 года — Управлению межевой частью Министерства юстиции. В 1768 году при Межевой канцелярии для хранения всех дел Генерального межевания был образован Межевой архив. В 1779 году при межевой канцелярии была Константиновская землемерная школа, в 1835 году преобразованная в Межевой институт.
С момента организации Межевая канцелярия руководила организацией межевых работ в ходе Генерального межевания; в 1836—1842 годах, в связи с передачей данной функции Управлению Межевого корпуса, объединявшего всех работников межевого ведомства, межевые работы не организовывала. Межевая канцелярия составляла планы уездных городов (с 1769) и атласы губерний (с 1797), а после передачи картографических работ РГО во 2-й половине XIX века выполняла только запросы различных учреждений по копированию хранившихся в её архиве карт. С 1842 года она руководила Специальным межеванием, которое проводилось с 1839 до 1890-х гг. для определения границ участков, принадлежавших отдельным землевладельцам, внутри дач, размежёванных в ходе Генерального межевания. Межевая канцелярия также организовывала и ликвидировала местные межевые учреждения — межевые конторы (существовали в 1765—1843 гг.), комплектовала их личный состав, осуществляла над ними надзор. Зимой осуществлялись чертёжные работы, летом — контроль за работой землемерных партий в составе землемера, его помощника, учеников и служащих канцелярии (6-7 чел.). Межевая канцелярия обеспечивала инвентарём и помещениями землемерные партии; проверяла и утверждала итоговые документы межевания — межевые планы и книги (в 1822 году эта функция была передана губернским правлениям). Также межевая канцелярия выступала как судебная инстанция по межевым делам, сначала как вторая (в 1832—1843 гг.), а после закрытия межевых контор — как первая судебная инстанция (1843—1905).
До 1793 года межевую канцелярию возглавлял главный (первый) член канцелярии; с 1793 года была введена должность главного директора. Руководителями межевой канцелярии в разное время были:
- 20.11.1778 — 29.05.1789: С. И. Рожнов
- 1789 — 08.11.1798: М. В. Дмитриев-Мамонов
- 09.11.1798 — 01.11.1803: Н. И. Маслов
- 12.01.1804 — 18.05.1814: П. А. Обресков
- 1814—1818: главный директор межевой канцелярии не назначался
- 1818 — 16.11.1822: А. В. Алябьев
- 31.01.1823 — 04.11.1833: Б. А. Гермес
- 1836 — 02.10.1842: И. У. Пейкер
- 1854: Н. С. Тютчев

Постановлением Наркома юстиции РСФСР от 11 (24) декабря 1917 года межевая канцелярия в составе других межевых учреждений была передана Наркомату земледелия, приказом которого от 22 марта 1918 года была ликвидирована.